# Mrówinek ciemny
Mrówinek ciemny, mrówkowodzik ciemny (Cercomacroides tyrannina) – gatunek małego ptaka z rodziny chronkowatych (Thamnophilidae). Występuje w Meksyku, Ameryce Centralnej i północnej części Ameryki Południowej. Nie jest zagrożony wyginięciem.

## Taksonomia

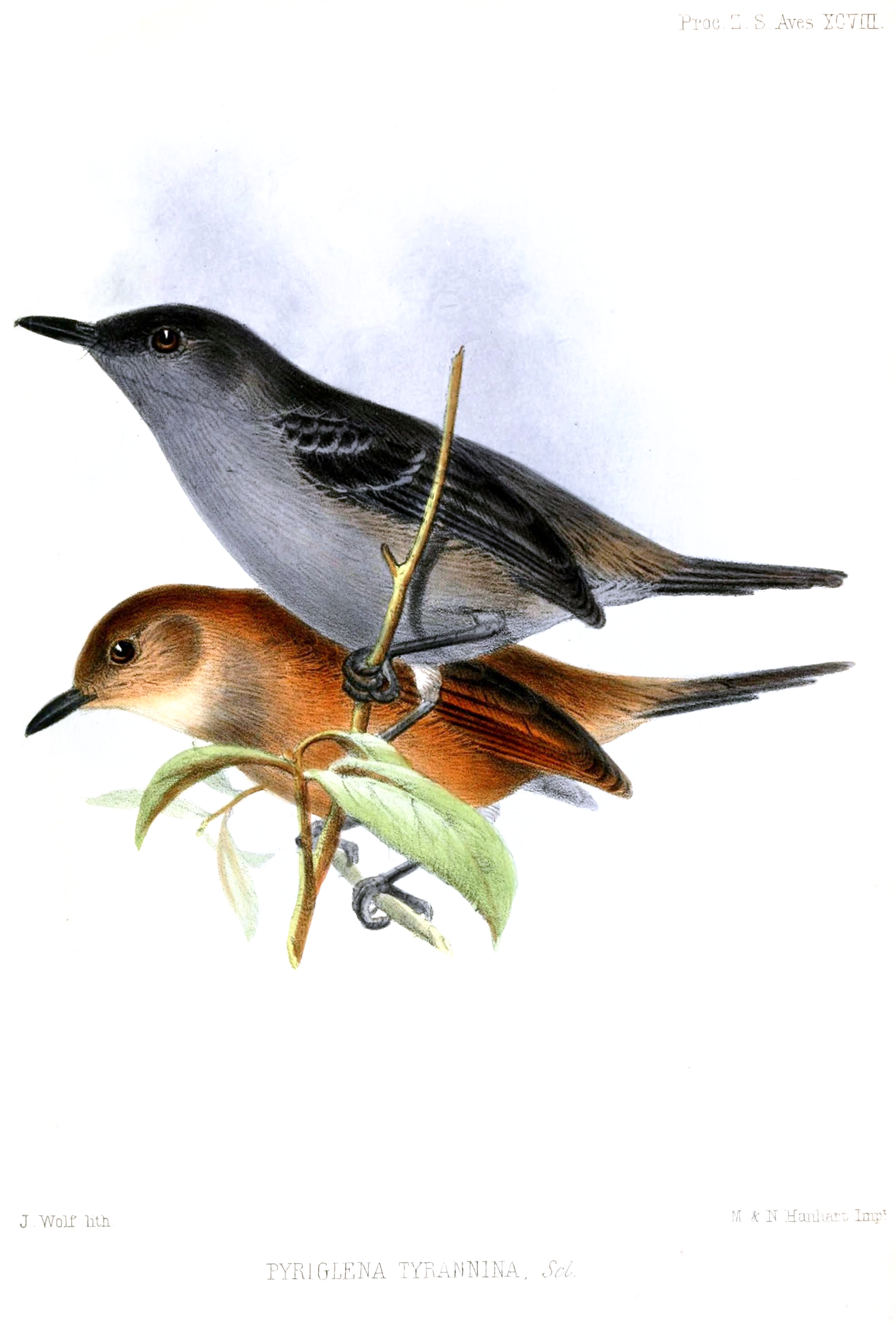
Tablica barwna załączona do 1. opisu

Gatunek opisał po raz pierwszy Philip Lutley Sclater. Opis ukazał się w 1855 na łamach „Proceedings of the Zoological Society of London”, załączona była do niego tablica barwna opatrzona numerem XCVIII. Holotyp pochodził z Kolumbii. Autor nadał nowemu gatunkowi nazwę Pyriglena tyrannina. Obecnie (2020) akceptowana przez Międzynarodowy Komitet Ornitologiczny (IOC) nazwa to Cercomacroides tyrannina. Rodzaj Cercomacroides został w 2014 wydzielony z Cercomacra. Prawdopodobnie najbliżej spokrewnionym z mrówinkiem ciemnym jest mrówinek śniady (C. laeta), z którym był niegdyś traktowany jako jeden gatunek. IOC wyróżnia 4 podgatunki; opisany został również C. t. rufiventris, jednak różnice w upierzeniu nie są znaczące i włączany jest do podgatunku nominatywnego.

## Podgatunki i zasięg występowania
IOC wyróżnia następujące podgatunki:
- C. t. crepera (Bangs, 1901) – południowo-wschodni Meksyk (południowo-wschodni stan Veracruz, północno-wschodni Oaxaca, północny Chiapas na wschód po południowy Quintana Roo), Belize, Gwatemala, Honduras na południe po zachodnią Panamę (zachodnia i centralna prowincja Chiriquí, Bocas del Toro, północno-zachodnia prowincja Veraguas)[8]
- C. t. tyrannina (P.L. Sclater, 1855) – centralna i wschodnia Panama (na wschód od wschodniej prowincji Chiriquí, zachodniej Colón i północno-wschodniej Coclé), Kolumbia (zbocza gór od strony Pacyfiku, doliny rzek Cauca i Magdalena w ich dolnym biegu, wschodnie zbocza Andów na południe po rzekę Japurá), zachodni Ekwador (dodatkowe odnotowanie w El Oro), południowa Wenezuela (Bolívar i Amazonas), do tego skrajnie północna Brazylia (północny stan Amazonas na zachód od rzeki Rio Negro, na południe do rzeki Japurá)[8]
- C. t. vicina (Todd, 1927) – północno-zachodnia Wenezuela (południowy stan Zulia na południe do Táchira i na wschód po Barinas, północno-zachodni Apure i zachodni Bolívar), wschodnie stoki Andów w północnej Kolumbii Casanare[8]
- C. t. saturatior (C. Chubb, 1918) – region Gujana, północno-wschodnia Brazylia w jej amazońskiej części (Roraima i obszar na wschód od dolnego biegu Rio Negro po Amapá)[8]

## Morfologia
Długość ciała wynosi 11,7–14,5 cm, masa ciała 15–19 g. Wymiary szczegółowe dla 2 podgatunków przedstawia tabelka (w mm):
| Podgatunek      | Płeć (n) | Długość skrzydła | D. ogona | D. dzioba | D. skoku  | D. środkowego palca |
| --------------- | -------- | ---------------- | -------- | --------- | --------- | ------------------- |
| C. t. tyrannina | 9♂       | 59–64,5          | 52,5–59  | 15,5–17,5 | 21,5–23   | 12,5–13             |
| C. t. tyrannina | 11♀      | 57–61            | 50–60    | 15,5–17   | 21,5–23   | 11,5–13             |
| C. t. crepera   | 44♂      | 124–148          | 60–67    | 54,5–62,5 | 15–18     | 21,5–24             |
| C. t. crepera   | 39♀      | 57–63            | 51–64    | 14–17     | 20,5–23,5 | 12,5–14             |

Występuje dymorfizm płciowy w upierzeniu. Opis dotyczy podgatunku nominatywnego. Samiec podgatunku nominatywnego na wierzchu ciała porośnięty jest piórami barwy łupkowoszarej, ma nieco ciemniejsze skrzydła i ogon oraz białą plamę między barkówkami. Pokrywy skrzydłowe i zewnętrzne sterówki mają białe zakończenia. Spód ciała jaśniejszy, najbardziej na brodzie; z tyłu spodu ciała występuje odcień gliniasty. Tęczówka czekoladowobrązowa. U samicy wierzch głowy i wierzch ciała ciemne, oliwkowobrązowe, z płowym odcieniem; plama między barkówkami niemal niewidoczna. Pokrywy skrzydłowe mają cynamonowe krawędzie. Sterówki szarobrązowe, brew, gardło i spód ciała żółtopłowe. Boki ciała z oliwkowym odcieniem. Kolor tęczówki zależy od wieku ptaka: u pierwszorocznych jest szara lub szarobrązowa, w 3. roku życia staje się czekoladowobrązowa. Młode w 1. roku życia przypominają upierzeniem samicę.
Samce z podgatunku C. t. crepera są ciemniejsze, mają bardziej zredukowane białe końcówki sterówek i pokryw skrzydłowych; samice są bardziej rdzawe. U samców C. t. vicina skrzydła mają bardziej brązowooliwkowe skrzydła, ogon i boki; samce C. t. saturatior wyróżniają się bardziej czarnym upierzeniem i białymi końcówkami piór wokół kloaki, zaś samice – bardziej szarymi piórami z wierzchu ciała.

## Środowisko życia
Środowiskiem życia mrówinków ciemnych jest gęsty podszyt skrajów i przecinek oraz okolic strumieni lasów wiecznie zielonych, zarówno tych nizinnych, jak i na zboczach górskich. Zamieszkuje również lasy wtórne z gęstymi krzewami i winoroślami. Stwierdzany głównie poniżej 1200 m n.p.m., okazjonalnie do 1900 m n.p.m. W Ameryce Centralnej przeważnie poniżej 750 m n.p.m., okazjonalnie do 1200 m n.p.m.; w Panamie sporadycznie wyżej. W Kolumbii do 750 m n.p.m.; rzekome stwierdzenia na wysokościach 1130–1850 m n.p.m. najprawdopodobniej są błędne i odnoszą się do mrówinków samotnych (C. parkeri). W Ekwadorze głównie do 800 m n.p.m., lokalnie do 1400 m n.p.m. Mrówinki ciemne rzadko zapuszczają się w głąb lasów.

## Zachowanie
Mrówinki ciemne żywią się różnorodnymi bezkręgowcami, w tym chrząszczami (Coleoptera; m.in. kózkowatymi), larwami motyli, błonkoskrzydłymi, pluskwiakami (w tym równoskrzydłymi), prostoskrzydłymi, karaczanowatymi i pajęczakami. Mrówinki ciemne są ze sobą blisko, zarówno w parach jak i stadach; żerują do około 5 m nad ziemią. Zwykle rzadko dołącza do wielogatunkowych stad, jednak w Panamie dość często dołącza do żerujących mrowińców (Myrmeciza longipes). Podczas żerowania mrówinki ciemne są aktywne, poruszają się krótkimi skokami, z częstymi przerwami po 1–3 s na rozglądanie się. Przeważnie ogon trzymany jest w jednej linii z ciałem. Ptak często potrząsa skrzydłami. Żeruje głównie w cienistych zaroślach i w pnączach, czasami na ziemi. Pokarm zbiera głównie z obydwu stron liści, pnączy i gałęzi. Możliwe, że czasem przeszukuje martwe liście, jednak zwykle ignoruje je. W Panamie regularnie obserwowany podczas podążania za wędrownymi mrówkami.
Śpiewają zarówno samce, jak i samice. Liczba dźwięków w pieśni, jak i długość ich trwania, różnią się w zależności od miejsca życia ptaków; przykładowo, w Meksyku jest to 8 dźwięków w 1 sekundę, w Gujanie 2 dźwięki w 2 sekundy.

### Lęgi
Okres lęgowy w Kostaryce i Panamie trwa od lutego do października, od sierpnia do listopada w amazońskiej części Brazylii. Znane są również opisy gniazd i jaj z Nikaragui i Kolumbii oraz samych jaj z Meksyku i Wenezueli. Gniazdo u ptaków badanych w Ameryce Centralnej ma formę głębokiej, wiszącej sakiewki ze skośnym wejściem przy górze gniazda. Na budulec składają się martwe liście, włókna roślinne, źdźbła traw, liście palmowe, uzupełnione strzępkami grzybni; gniazdo zawieszone jest 0,6–3 m nad ziemią. Typowe zniesienie składa się z 2 jaj; inkubacja trwa 18–20 dni w Panamie, co najmniej 14 dni w Brazylii; w nocy wysiaduje tylko samica, za dnia ptaki zmieniają się. Pisklęta przebywają w gnieździe przez około 11 dni w Kostaryce i 9–11 dni w Panamie.
Stwierdzono niszczenie jaj przez inne gatunki. 30 maja 1993 odkryto w Panamie gniazdo z dwoma jajami. Zaobserwowano pręgostrzyżyka skromnego (Cantorchilus modestus), który wtykał głowę do gniazda; następnie zauważono połyskującą substancję na jego dziobie i resztki skorupki – jedno z jaj miało dziurkę w skorupie. Pręgostrzyżyk został przegoniony przez samicę mrówinka ciemnego. Innym razem, 27 maja, odkryto gniazdo również z dwoma jajami. Dwa dni później jaj nie było; mrówinki zakładały nowe gniazdo, zaś strzyżale czarnobrzuche (Pheugopedius fasciatoventris) nosiły materiał na gniazdo w okolicach opuszczonego gniazda mrówinków.

## Status i zagrożenia
IUCN uznaje mrówinka ciemnego za gatunek najmniejszej troski (LC, Least Concern) nieprzerwanie od 2000 roku (stan w 2025). W 2019 organizacja Partners in Flight szacowała liczebność populacji na 500 000 – 4 999 999 dorosłych osobników, zaś jej trend oceniła jako umiarkowanie spadkowy. Są to ptaki dość pospolite, w swym zasięgu mają również obszary chronione. Do tego dodatkowym zabezpieczeniem jest dla nich akceptowanie roślinności wtórnej.